# Peter Ketnath
Peter Ketnath (* 6. Juni 1974 in München) ist ein deutscher Schauspieler und Filmproduzent.

## Leben

### Ausbildung
Peter Ketnath besuchte nach dem Abitur zunächst in München die Schauspielschule „Zinner Studio“ und debütierte an kleineren Off-Theatern. Später qualifizierte er sich in New York am HB Studio (Herbert Berghof Studio) und in Prag bei Ivan Vyskočil weiter. Ende der 1990er Jahre studierte er Filmwissenschaften, Philosophie und Psychologie an der Freien Universität Berlin.

### Karriere
Im Alter von 20 Jahren wurde er von Joseph Vilsmaier für das Kino entdeckt und, an der Seite von Nina Hoss, für die Hauptrolle des Leo Knie in der Literaturverfilmung Und keiner weint mir nach (1996) von Siegfried Sommer besetzt. Es folgten Engagements in Fernsehfilmen, -reihen und -serien für verschiedene deutsche und internationale Sender. Hauptrollen hatte er in den Serien Klinikum Berlin Mitte (Pro7) und Die Gerichtsmedizinerin (RTL). In dem Dreiteiler Die Manns (2001) spielte er neben Armin Mueller-Stahl unter der Regie von Heinrich Breloer; er verkörperte darin Thomas Manns „letzte Liebe“, den Kellner Franz Westermeier.
Nach Stationen in Hamburg und Barcelona arbeitete Ketnath auch zeitweilig in Brasilien. Unter anderem spielte er die Hauptrolle in dem Kinofilm Cinema, Aspirins and vultures von Marcelo Gomes, der 2005 auf dem Cannes Film Festival uraufgeführt und ausgezeichnet wurde. Ketnath spielt darin den Aspirinhändler und Filmvorführer Johann Hohenfels, der das Hinterland Brasiliens in den 1940er Jahren bereist. Der Kinofilm Deserto Feliz (2007) von Paulo Caldas wurde auf der 57. Berlinale im Jahr 2007 in der Reihe Panorama uraufgeführt. 2014 war Peter Ketnath in Brasilien in dem Film Os Homens sao de Marte ..e pra la que eu vou, dem meistbesuchten Kinofilm des Jahres in Brasilien, zu sehen. 
In der Kinoverfilmung Die Geschichte vom Brandner Kaspar (2008), wieder mit Regisseur Joseph Vilsmaier, spielte Peter Ketnath an der Seite von Franz Xaver Kroetz eine der Hauptrollen, den Wilderer Toni, der seine Geliebte Nannerl (Lisa Maria Potthoff) verliert.
Seit November 2009 ist Ketnath im ZDF in der Krimiserie SOKO Stuttgart als Kriminalhauptkommissar Joachim „Jo“ Stoll zu sehen. In dieser Zeit entstanden auch die Kinofilme Another Forever und When in Venice, beide unter der Regie von Juan Zapata, sowie der Film Vou nadar ate voce unter der Regie von Klaus Mitteldorf.
Im Jahr 2020/21 spielte Ketnath den Antagonisten in der achtteiligen Miniserie Passport to freedom unter der Regie von Jayme Monjardim.
In der 6-teiligen Verfilmung der Hörspiele „Kohlrabenschwarz“ von Tommy Krappweis spielt Ketnath unter der Regie von Erik Haffner eine der Hauptrollen, den geheimnisvollen Pfarrer Franz Hartl.
Peter Ketnath lebt abwechselnd in München und Stuttgart.

### Filmproduzent
Mit seiner in Deutschland ansässigen Produktionsfirma Cinezebra GmbH produziert er audiovisuelle Inhalte, hauptsächlich internationale Koproduktionen.

## Filmografie (Auswahl)
- 1996: Und keiner weint mir nach  (Kinofilm)
- 1998: Derrick – Herr Kordes braucht eine Million (Fernsehserie)
- 1999: Preis der Unschuld
- 1999: Dr. Stefan Frank – Der Arzt, dem die Frauen vertrauen – Lebendig eingemauert (Fernsehserie)
- 1999: Der Bulle von Tölz: Tod aus dem All (Fernsehserie)
- 2000–2002: Klinikum Berlin Mitte – Leben in Bereitschaft (Fernsehserie, Serienhauptrolle)
- 2000: Dr. Stefan Frank – Der Arzt, dem die Frauen vertrauen – Drückerschwärze (Fernsehserie)
- 2000: Der letzte Zeuge – Der vierte Mann (Fernsehserie)
- 2001: Die Manns (Fernsehserie)
- 2002: Edel & Starck – Eiertanz (Fernsehserie)
- 2002: In aller Freundschaft – Der Held des Tages (Fernsehserie)
- 2005: Cinema, Aspirinas e Urubus (Kinofilm)
- 2005: Die Gerichtsmedizinerin (Fernsehserie, Serienhauptrolle)
- 2005: Der Bulle von Tölz: Liebesleid
- 2006: Die Rosenheim-Cops – In der Höhle des Mörders (Fernsehserie)
- 2007: Deserto Feliz (Kinofilm)
- 2008: Alarm für Cobra 11 – Leben und leben lassen (Fernsehserie)
- 2008: In aller Freundschaft – Geben und Nehmen (Fernsehserie)
- 2008: Im Tal der wilden Rosen – Gipfel der Liebe (Fernsehreihe)
- 2008: Alice (Fernsehserie; HBO Latinamerica)
- 2008: Die Geschichte vom Brandner Kaspar (Kinofilm)
- 2009: Tatort – Im Sog des Bösen (Fernsehreihe)
- 2009: Richterin ohne Robe (Fernsehfilm)
- 2009: Lasko – Die Faust Gottes – Flug 691 (Fernsehserie)
- seit 2009: SOKO Stuttgart (Fernsehserie, Serienhauptrolle)
- 2013: Kripo Holstein – Mord und Meer – Todesengel in weiß (Fernsehserie)
- 2014: Os Homens São de Marte... E é pra Lá que Eu Vou! (Kinofilm)
- 2014: Soledad (Kinofilm)
- 2016: Another Forever (Kinofilm)
- 2019: Dr. Klein – Aller Anfang ist schwer (Fernsehserie)
- 2019: Hubert ohne Staller – Jeder Schuss ein Treffer (Fernsehserie)
- 2021: Um Himmels Willen: Hindernisse des Herzens (Fernsehserie)
- 2021: When in Venice (Kinofilm)
- 2022: WaPo Bodensee – Gnadensee (Fernsehserie)
- 2022: Die Rosenheim-Cops – Ein Date auf Umwegen (Fernsehserie)
- 2023: Kohlrabenschwarz (Fernsehserie, Serienhauptrolle)